# Alpin mac Echdach
Alpin mac Echdach fue el padre de Kenneth I, primer rey de Escocia. 
En los anales irlandeses, como los Anales de Ulster y los Anales de Inisfallen, el padre de Kenneth I es uno de nombre Alpin.
La Crónica de los reyes de Alba por lo general comienza con Kenneth, pero algunas variantes de incluir una referencia al padre de Kenneth: "[Alpin] fue asesinado en Galloway. Después de haber sido destruido por completo y devastado, el reino de los escoceses fue trasladado al reino [o tierra] de los pictos ".
Juan de Fordun (IV, ii) llama a Kenneth, "hijo de Alpin de Achay" (el hijo de Alpin de Eochu) y narra que había muerto en la guerra contra los pictos en el año 836.